# ピエール・ラクール
ピエール・ラクール（Pierre Lacour、出生時の姓は Delacour、1745年4月15日 - 1814年1月28日）は、フランスの画家である。新古典主義のスタイルの歴史画や肖像画、風景画を描いた。同名の画家、版画家の息子、ピエール・ラクール2世（1778-1859）と区別するために「Pierre Lacour père（父親のピエール・ラクール）」とも呼ばれる。

## 略歴
ボルドーで生まれた。ボルドーの版画家、 アンドレ・ラボー（André Lavau: 1722-1808）の工房で学んだ後、1764年にパリに移り、官立美術学校で新古典主義の画家、ジョゼフ＝マリー・ヴィアンに学んだ。1769年のローマ賞のコンクールで2位になり、1772年ころローマを旅した後、ボルドーに戻り、1772年にボルドーの科学・芸術アカデミー（Académie nationale des sciences, belles-lettres et arts de Bordeaux）の準会員に選ばれ、1774年に正会員になった。
フランス革命の間は共和国政府が設立したエコール・サントラル（École centrale）で美術教師をし、革命前から続くボルドーの絵画学校を自費で運営した。
1796年からパリのサロンに出展を始め、その年、芸術アカデミーの準会員に選ばれた。1801年にボルドー美術館を設立し、最初の学芸員になった。1803年にボルドーの絵画学校の教授となり、1804年から亡くなるまで、校長を務めた。ボルドーのロアン宮殿（Palais Rohan）の修復にも貢献した。
ピエール・ラクールに学んだ学生にはピエール＝ノラスク・ベルジェレ（Pierre-Nolasque Bergeret: 1782-1863）やジャン・アロー（1786-1864）、ジャン＝ブルノ・ガシー（Jean-Bruno Gassies: 1786-1832）らがいた。
1814年にボルドーで亡くなった。同名の息子、ピエール・ラクール2世も画家、版画家になり、ボルドー美術館の学芸員も務めた。

## 作品

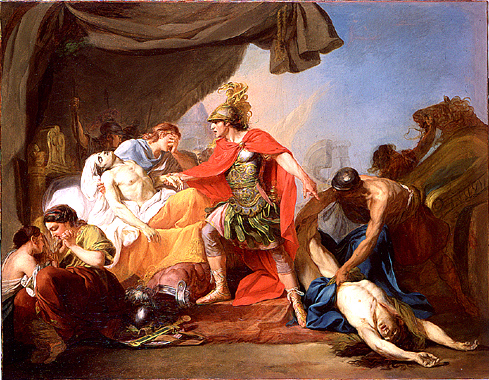
ヘクトールの遺体をパトロクロスの足元に置くアキレス()
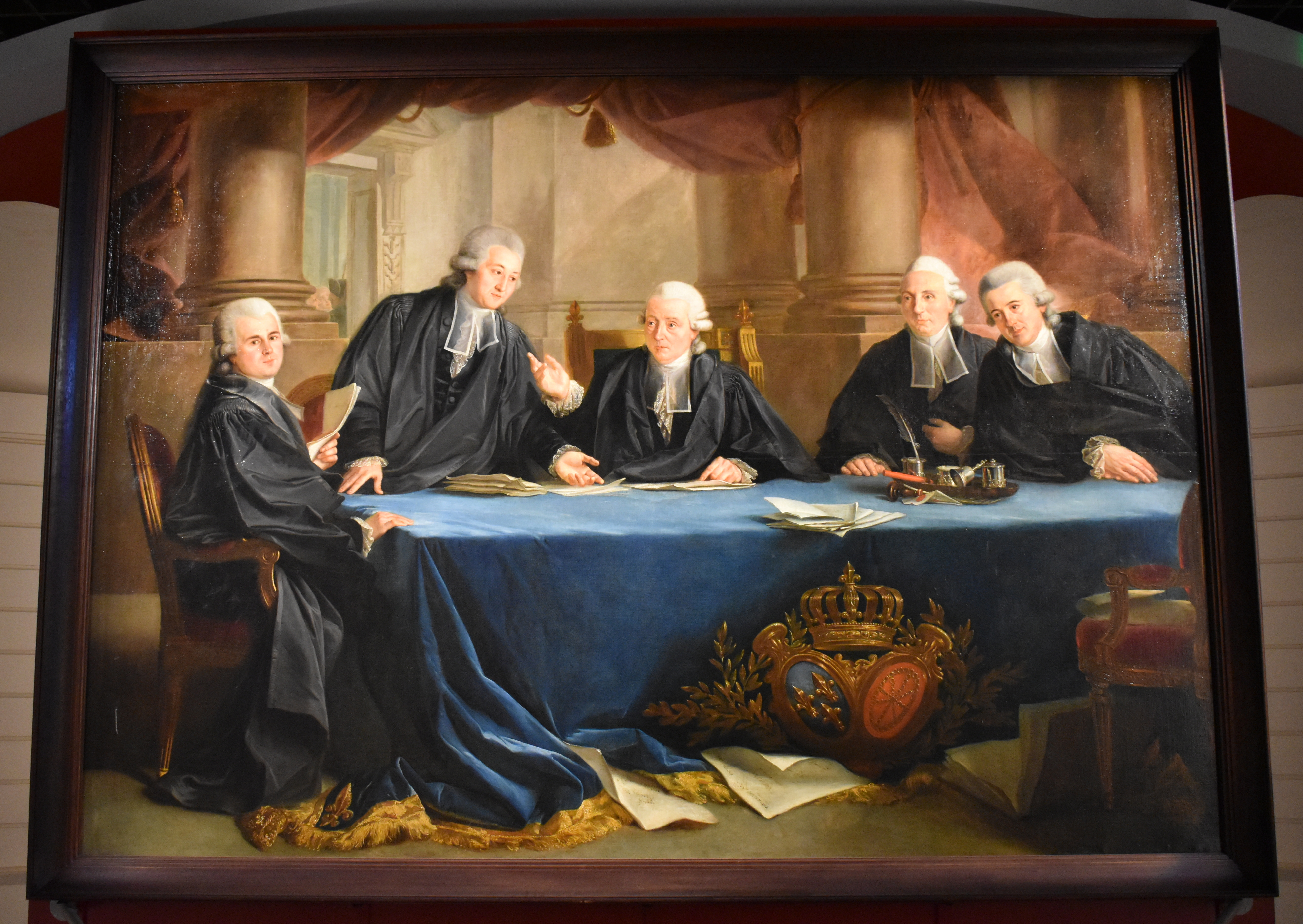
ボルドーの証券取引所の役員たちの肖像画(1787)
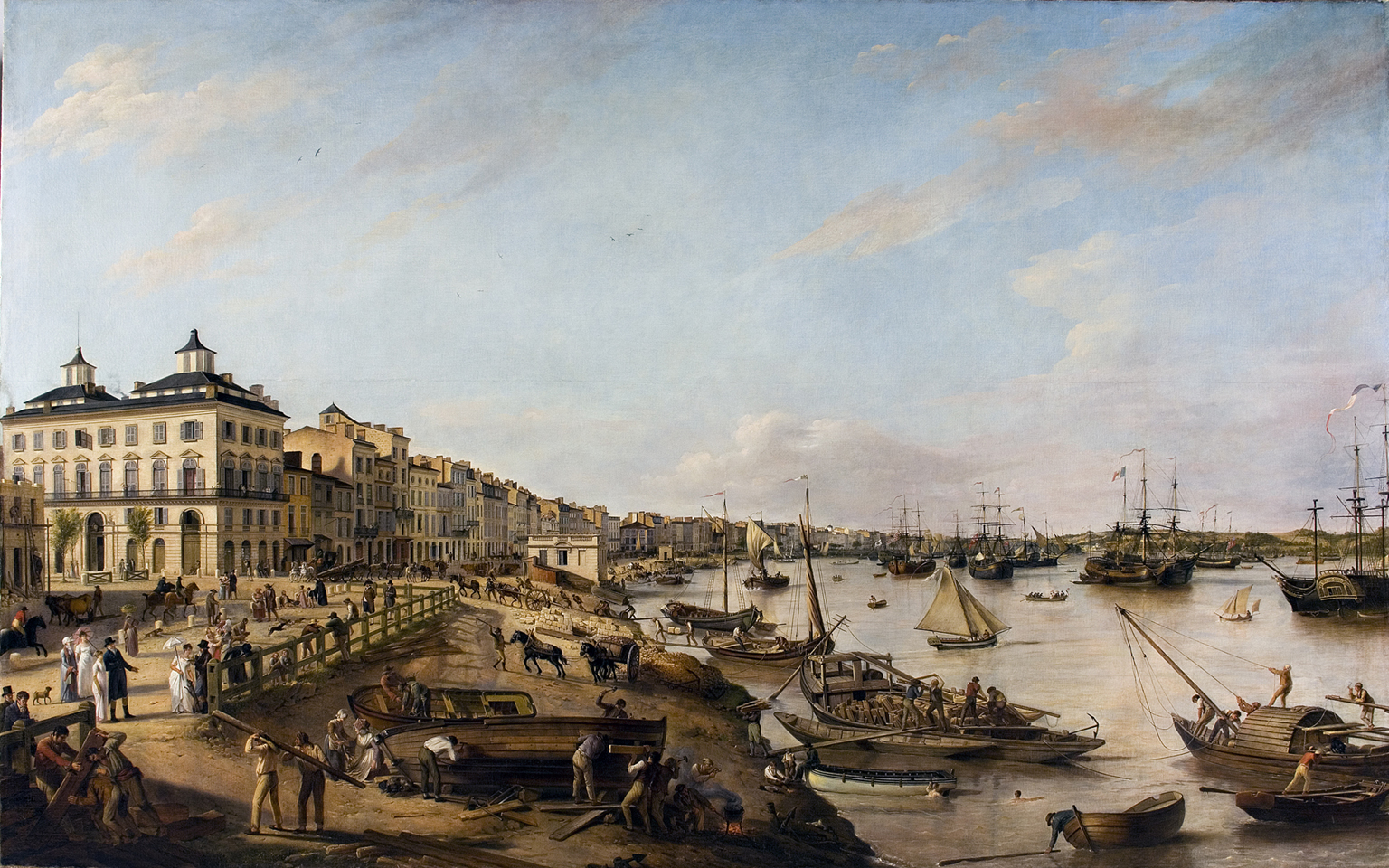
ボルドーの港の眺め(c.1806) ボルドー美術館

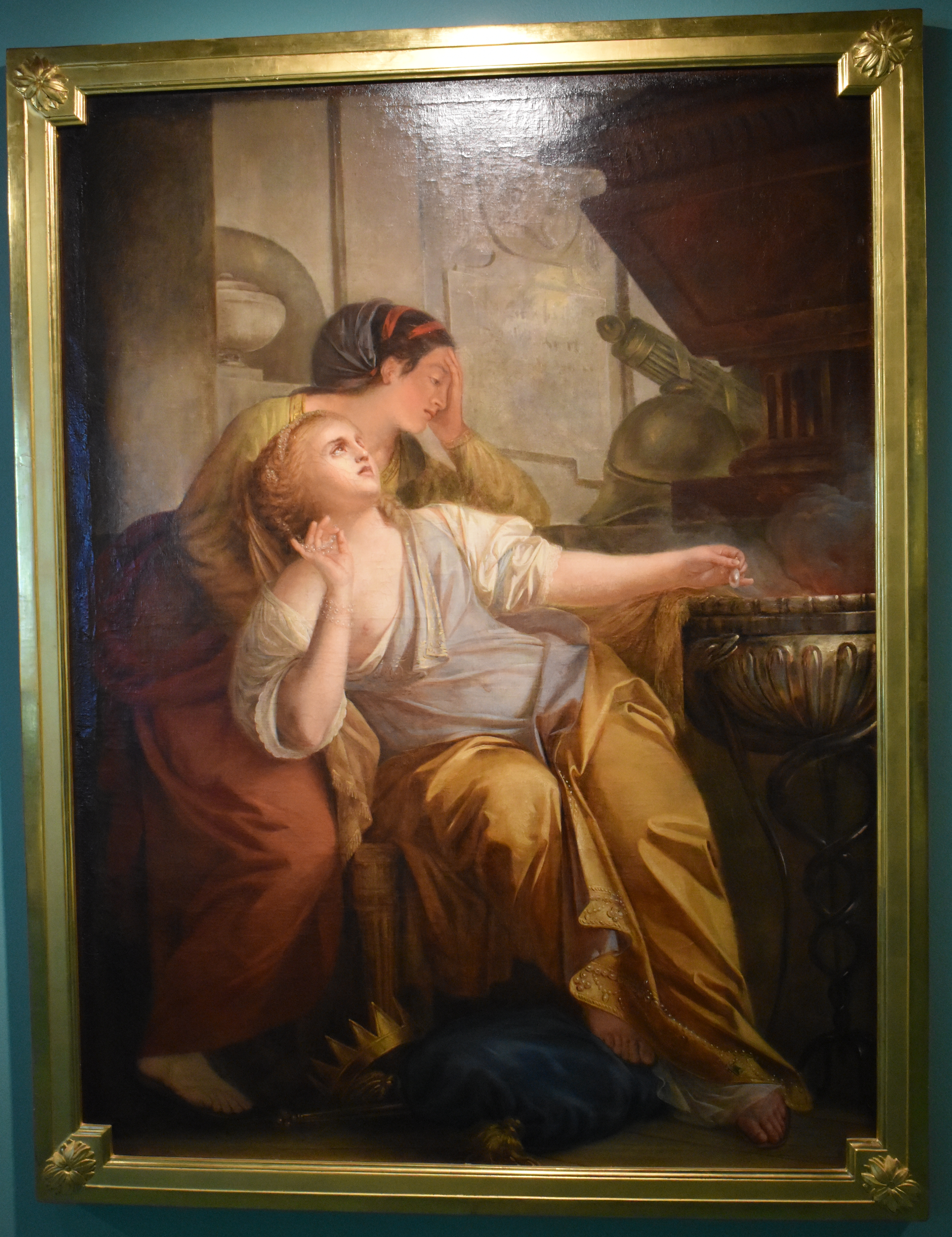
マルクス・アントニウスの墓で嘆き悲しむクレオパトラ(1781) ボルドー美術館
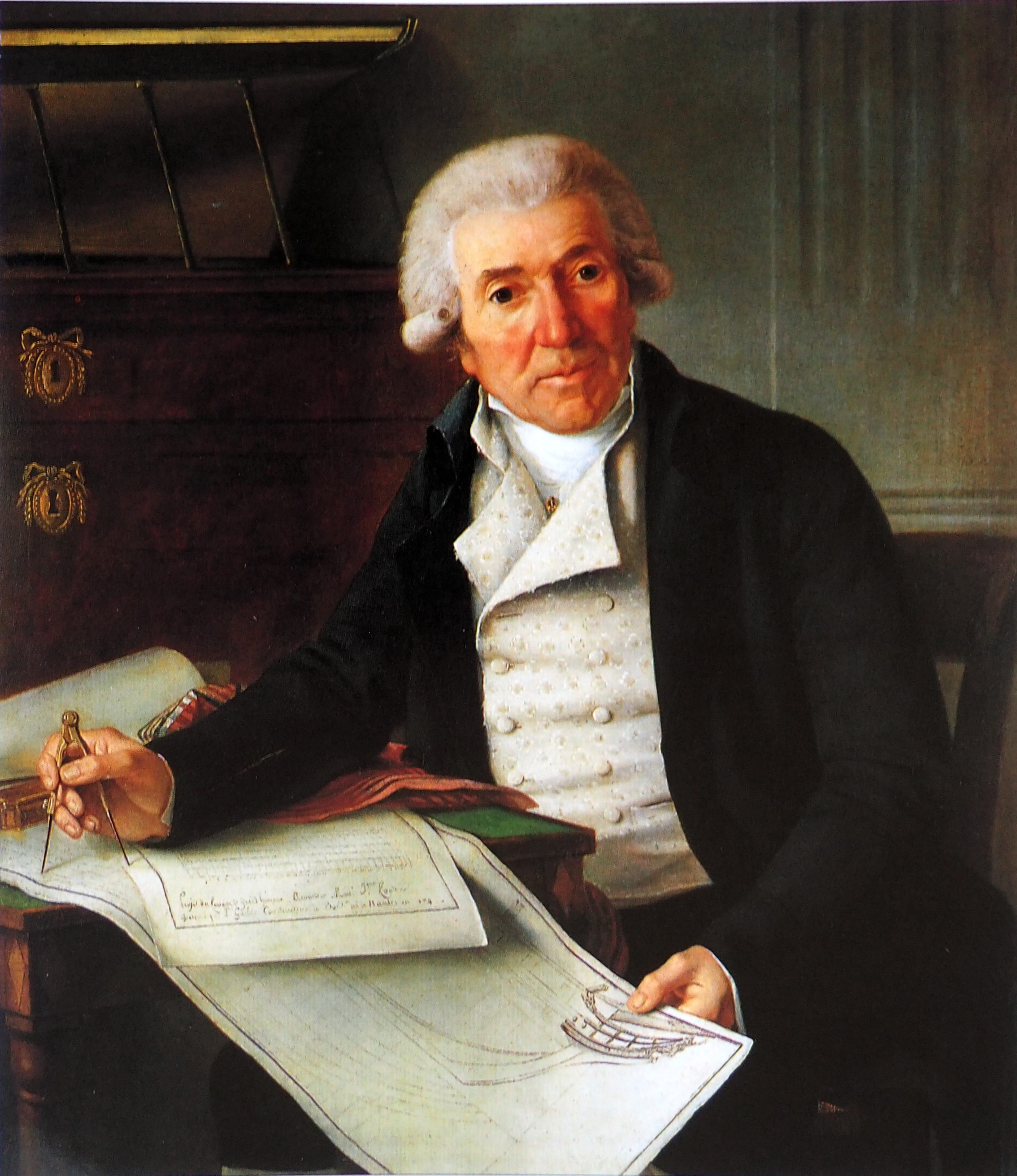
技術者Pierre Guibertの肖像画（1809）
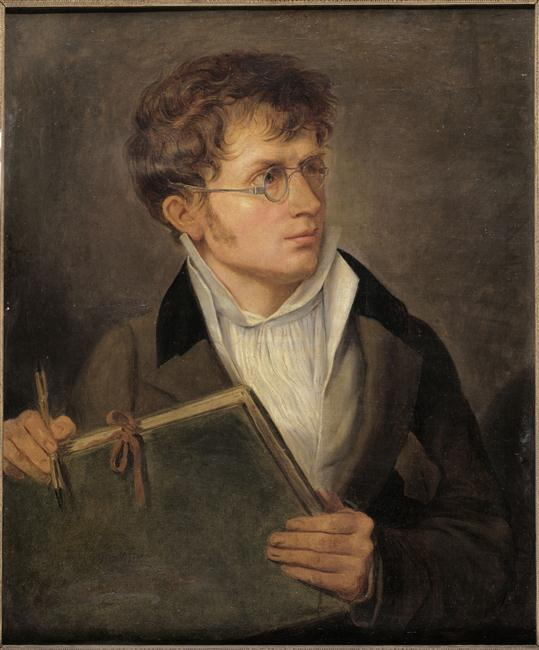
ピエール・ラクール2世の肖像画
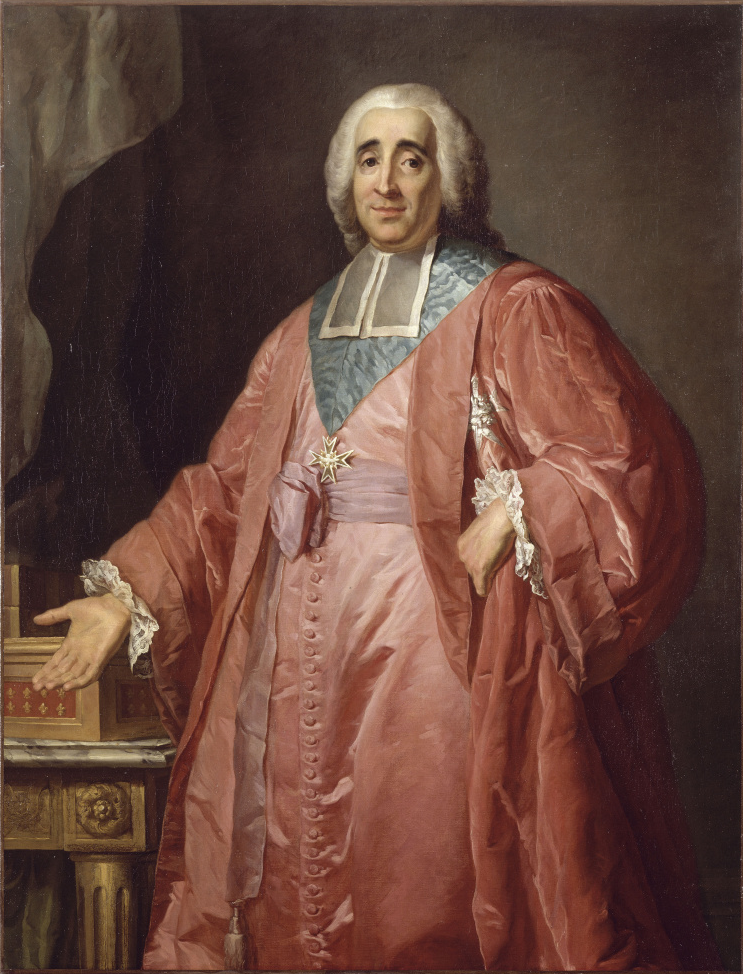
政治家René-Nicolas-Charles-Augustin de Maupeouの肖像画 ベルサイユ宮殿